# Parterapi
Parterapi är en svensk humorserie som hade premiär på Kanal 5 den 27 oktober 2019. Den svenska serien baseras på en norsk förlaga med samma namn. Serien har regisserats av Staffan Lindberg, och den produceras av Jarowskij, med Helena Sandklef som producent. Första säsongen är uppdelad på 10 avsnitt.

## Handling
I serien spelar Christine Meltzer 12 olika karaktärer och det är dessa personers vardagsbekymmer och relationsproblem som tittarna får följa,

## Rollista (i urval)
| - Christine Meltzer – Olika karaktärer - Alexandra Alegren – Helen - Maja Kin – Emma - Eric Rusch – Peter | - Julia Bender – Sandra - Jessica Forsberg – Psykologen - Henrik Sjöman – Jakob - Matilda Tjerneld – |